# 赫马森陨石坑
赫马森陨石坑（Humason）是位于月球正面风暴洋中的一座小撞击坑，其名称取自美国天文学家米尔顿·拉塞尔·赫马森（1891年-1972年），1973年被国际天文学联合会正式接受。

## 描述

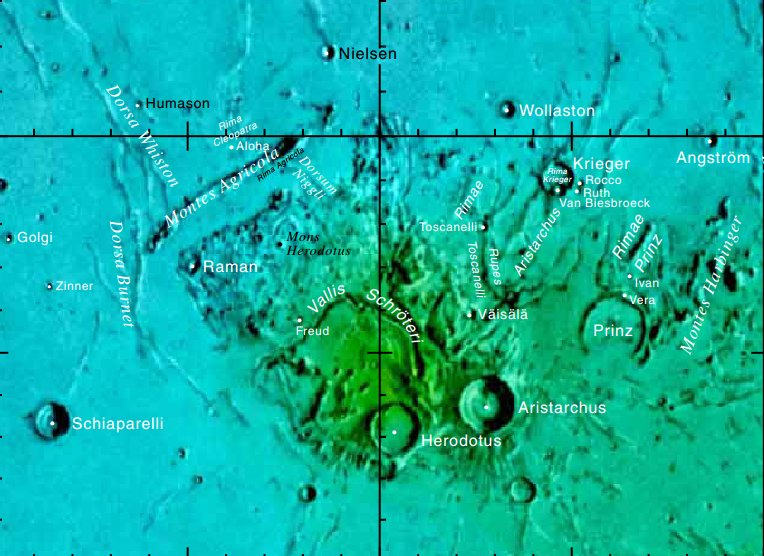
赫马森陨石坑的位置(左上部)

该陨坑西侧和东面分别分布了呈西北-东南走向的惠斯顿山脊和西南-东北走向的克利奥帕特拉月溪，绵延160千米阿格里科拉山脉则横亘在它的南面及东南，在该山脉的北面与克利奥帕特拉月溪南面之间坐落了更小的阿罗哈陨石坑、而东北更远处则是稍大的尼尔森陨石坑。该陨坑中心月面坐标为30°44′N 56°40′W / 30.73°N 56.66°W，直径4.34公里，深约0.75公里。
赫马森陨石坑外观呈圆杯状，边缘完整清晰，没受到任何明显的磨损或侵蚀，坑壁最大高出周边地形160米，内部容积约3.27立方千米，坑壁和坑底反照率与周边月海相一致。其形态特征隶属“ALC 型”（以该类陨石坑的典型代表——卫星坑“阿尔巴塔尼环形山 C”所命名）。

在1973年被国际天文学联合会正式命名前，该陨坑曾被称作卫星坑“利希滕贝格 G”（即“卫星坑标记法”：以所靠近的主坑名+字母来命名）。

## 另请参阅
- Andersson, L. E.; Whitaker, E. A. . NASA RP-1097. 1982.
- Blue, Jennifer. . USGS. July 25, 2007  [2007-08-05]. （原始内容存档于2015-05-26）.
- Bussey, B.; Spudis, P. . New York: Cambridge University Press. 2004. ISBN 978-0-521-81528-4.
- Cocks, Elijah E.; Cocks, Josiah C. . Tudor Publishers. 1995. ISBN 978-0-936389-27-1.
- McDowell, Jonathan. . Jonathan's Space Report. July 15, 2007  [2007-10-24]. （原始内容存档于2015-01-12）.
- Menzel, D. H.; Minnaert, M.; Levin, B.; Dollfus, A.; Bell, B. . Space Science Reviews. 1971, 12 (2): 136–186. Bibcode:1971SSRv...12..136M. doi:10.1007/BF00171763.
- Moore, Patrick. . Sterling Publishing Co. 2001. ISBN 978-0-304-35469-6.
- Price, Fred W. . Cambridge University Press. 1988. ISBN 978-0-521-33500-3.
- Rükl, Antonín. . Kalmbach Books. 1990. ISBN 978-0-913135-17-4.
- Webb, Rev. T. W.  6th revised. Dover. 1962. ISBN 978-0-486-20917-3.
- Whitaker, Ewen A. . Cambridge University Press. 1999. ISBN 978-0-521-62248-6.
- Wlasuk, Peter T. . Springer. 2000. ISBN 978-1-85233-193-1.

## 外面链接
- 月球数码摄影图集.
- LTO-38B1 赫马森陨石坑及周边 （页面存档备份，存于） — L&PI 地形图
- 维基月球环形山在线解说-赫马森陨石坑. （页面存档备份，存于）
- Andersson, L.E., and E.A. Whitaker, 美国宇航局月球地名目录,美国宇航局参考出版物 1097, 1982年10月. （页面存档备份，存于）